# Les Damnés de l'océan
Pour plus de détails, voir Fiche technique et Distribution.
Les Damnés de l'océan (The Docks of New York) est un film américain, réalisé par le cinéaste américain Josef von Sternberg, sorti en 1928.

## Synopsis
Une prostituée tente de se suicider en se jetant à l'eau mais un soutier la sauve. Après une soirée bien arrosée, ils se marient. Mais le lendemain, le soutier doit repartir...

## Fiche technique
- Titre : Les Damnés de l'océan
- Titre original : The Docks of New York
- Réalisation : Josef von Sternberg
- Scénario : Jules Furthman, d'après le récit John Monk Saunders The Dockwalloper.
- Photographie : Harold Rosson
- Montage : Helen Lewis
- Décors : Hans Dreier
- Pays de production :  États-Unis
- Format : Noir et blanc
- Genre : Drame
- Durée : 76 minutes
- Dates de sortie : 
  - États-Unis : 16 septembre 1928 (première à New York)
  - États-Unis : 29 septembre 1928 (sortie nationale)

## Distribution
- George Bancroft : Bill Roberts, le soutier
- Betty Compson : Mae, la prostituée
- Olga Baclanova : Lou, la tenancière
- Clyde Cook : 'Sugar' Steve
- Mitchell Lewis : Andy
- Gustav von Seyffertitz : le prêtre.

Et parmi la distribution non créditée :
- Richard Alexander : le petit ami de Lou
- George Irving : le juge du tribunal de nuit

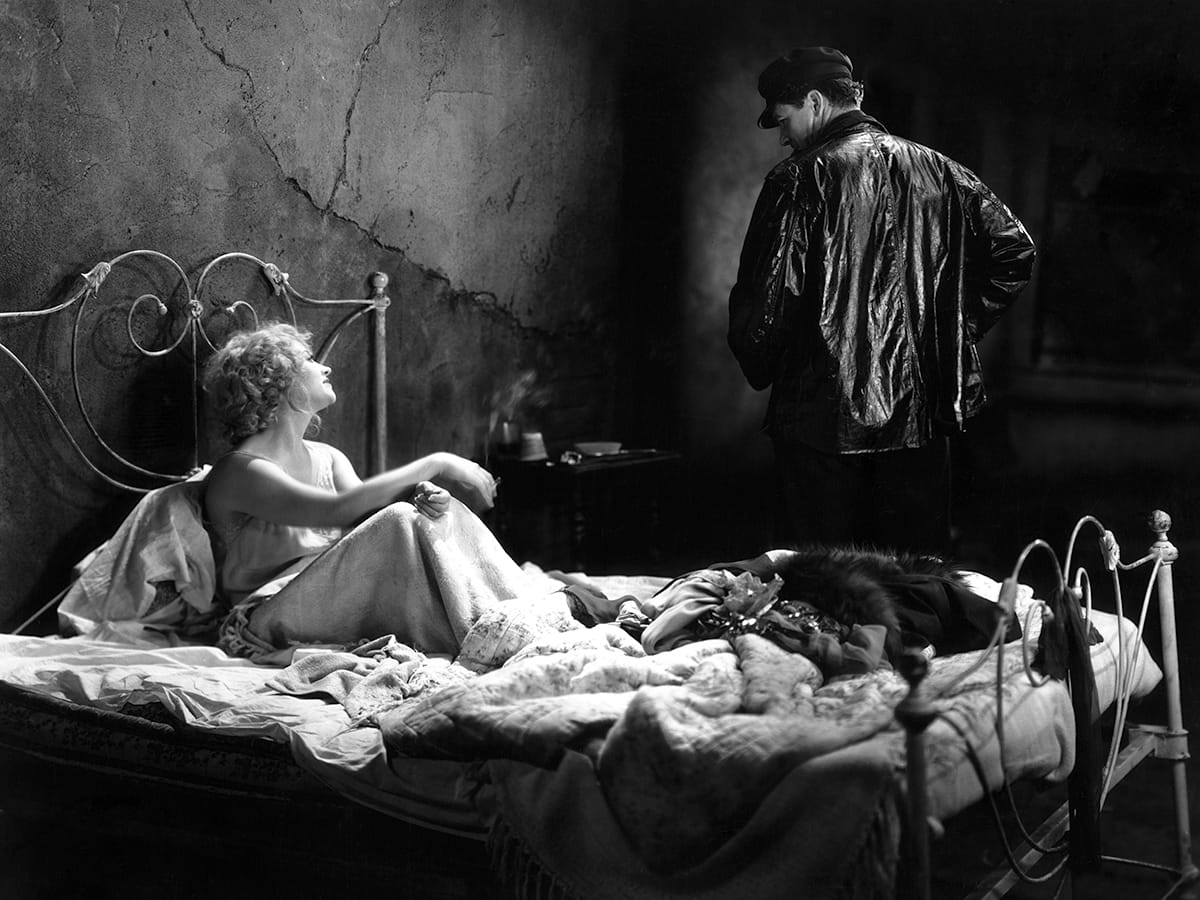
Betty Compson et George Bancroft dans une scène du film.

- Charles McMurphy : le policier
- Guy Oliver